# Stavěšice
Stavěšice település Csehországban, Hodoníni járásban. Stavěšice Želetice, Strážovice, Nenkovice, Šardice és Dražůvky településekkel határos. Lakosainak száma 370 fő (2024. január 1.).

## Népesség
A település lakosságának változását az alábbi diagram mutatja:
| Lakosok száma | 545  | 646  | 770  | 632  | 497  | 330  | 342  | 348  | 352  | 370  |
|               | 1869 | 1900 | 1921 | 1961 | 1980 | 2011 | 2016 | 2019 | 2021 | 2024 |